# Acquedotto di Mogontiacum

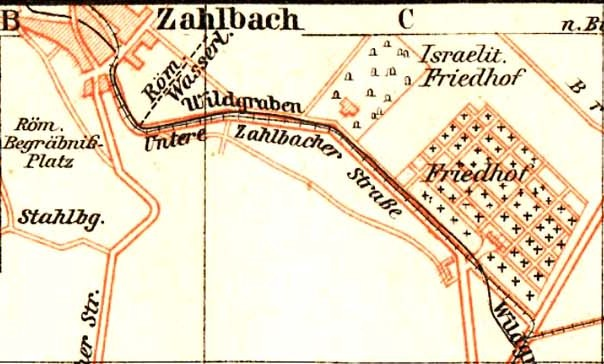
Corso dell'acquedotto Una mappa del XIX secolo

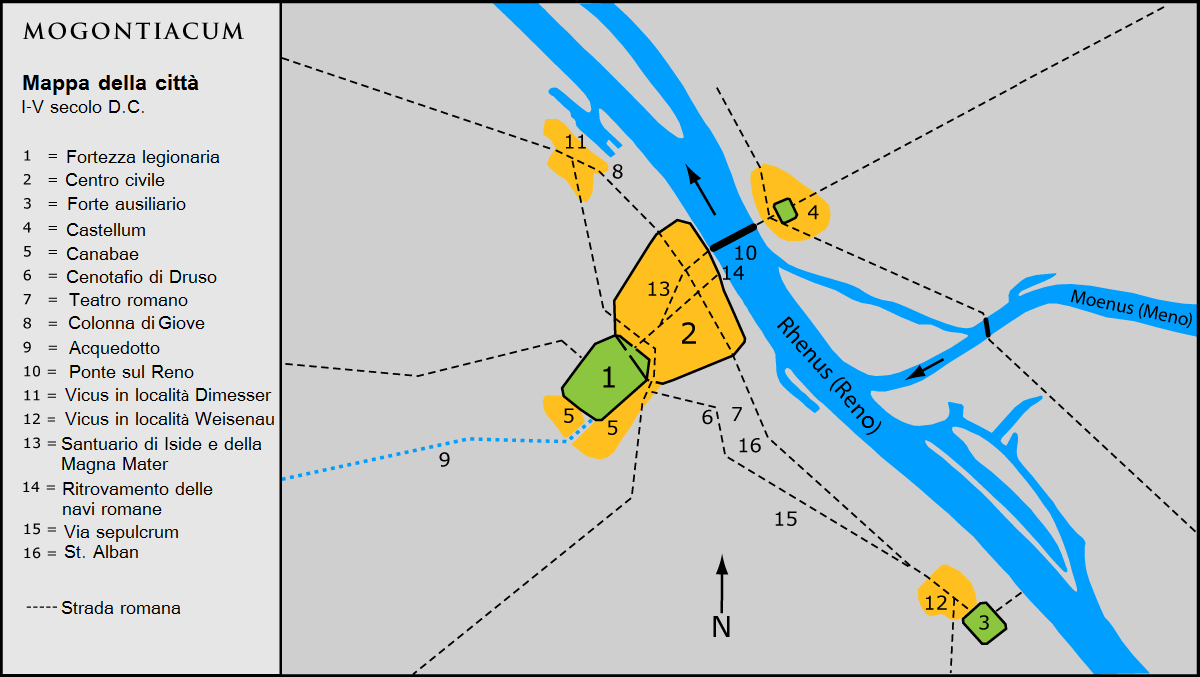
Corso dell'acquedotto nel Mogontiacum

Römersteine (tedesco:"pietre romane") o acquedotto di Magonza è un famoso acquedotto dell'antica città di Mogontiacum. La sua costruzione dimostra la grande abilità degli ingegneri romani, il cui livello tecnico venne perso nel Medioevo, e recuperato solo recentemente.